# Nesquik

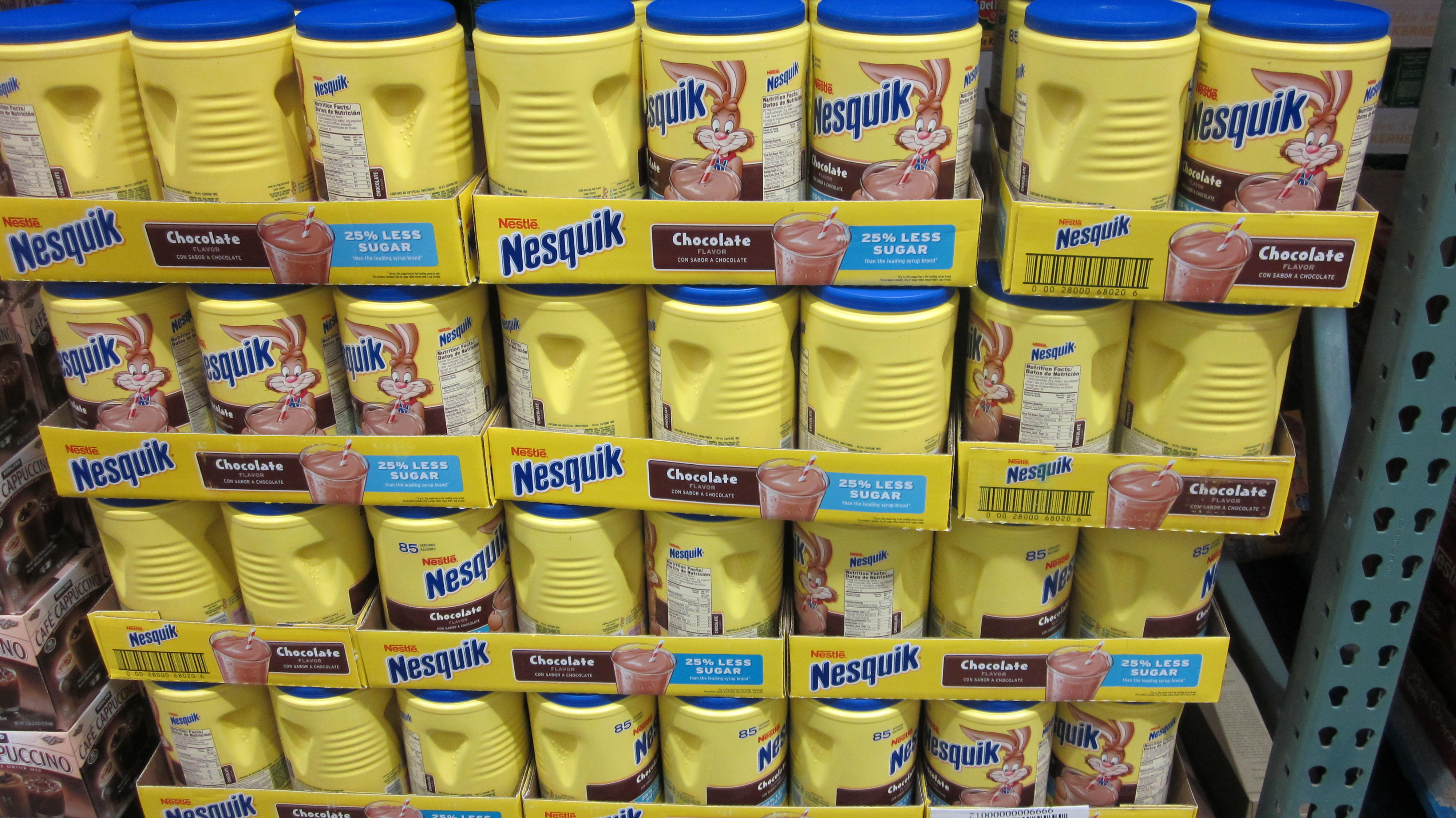
Bussen Nesquik

Nesquik is een melkdrank ontstaan in 1948 in de Verenigde Staten als Nestlé Quik. In de jaren 1950 werd dit in Europa Nesquik. In 1997 werd de naam Nestlé Quik in verschillende landen, waaronder de Verenigde Staten en Canada, veranderd in Nesquik. Nesquik bestaat als poeder en siroop. Ook bestaan er cornflakes van Nesquik.